# Binodoxys genistae
Binodoxys genistae är en stekelart som först beskrevs av Mackauer 1960.  Binodoxys genistae ingår i släktet Binodoxys och familjen bracksteklar. Inga underarter finns listade.